# Janiralata hexadentata
Janiralata hexadentata là một loài chân đều trong họ Janiridae. Loài này được Birstein miêu tả khoa học năm 1970.